# Kia Soul EV
A Kia Soul EV (más néven Kia e-Soul) egy akkumulátoros elektromos, szubkompakt crossover SUV autótípus, amelyet a Kia gyárt és a Kia Soul elektromos változataként. Az Egyesült Államok Környezetvédelmi Ügynöksége (EPA) szerinti hivatalos hatótávolsága a 2020-as Kia Soul EV esetében 391 km.
A második generációt 2019-ben mutatták be a 2020-as modellévre, amelyet Európában és Kanadában is értékesítenek. Az amerikai piacon 2021-től elérhető a második generáció.

## Története
2013-ban a Kia megkezdte egy Soul elektromos jármű prototípus-változatainak tesztelését. A Kia 2013 novemberében jelentette be, hogy a Soul EV-t fognak gyártani, és 2014-ben kerül forgalomba. A járművet a 2014-es Chicagói Autószalonon mutatták be. Az első generációs Soul EV a második generációs Kia Soulra épült.

### Első generáció
Az első generációs Soul EV-t egy 27 kWs-s lítium-ion polimer akkumulátorcsomag hajtotta, míg 30 kWh-os akkumulátorcsomag hajtja a 2018-as változatot. 100 kW-ra képes a DC CHAdeMO gyorstöltés. A motor névleges teljesítménye 81,4 kW és 285 Nm a nyomatéka.
A 2018-as modellévre a Kia egy kis, 11%-os akkumulátor-frissítést jelentett be. 8 cella hozzáadásával a használható cellakapacitás 37,5 Ah-ról 42,4 Ah-ról 40 Ah-ra nőtt, így az akkumulátorcsomag tárolókapacitása 30 kWh-ra nőtt.

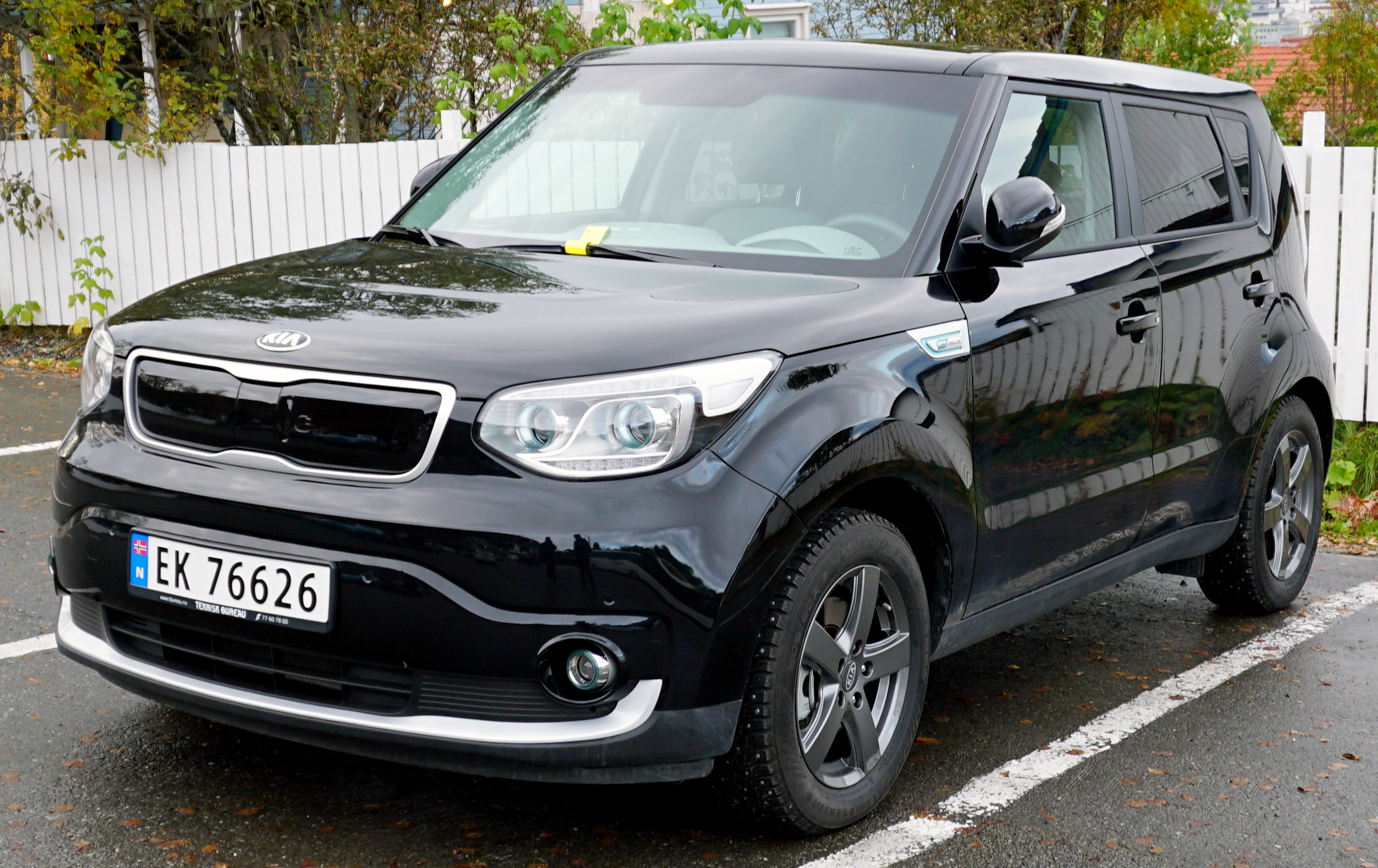
Az első generációs Kia Soul EV elölnézetből
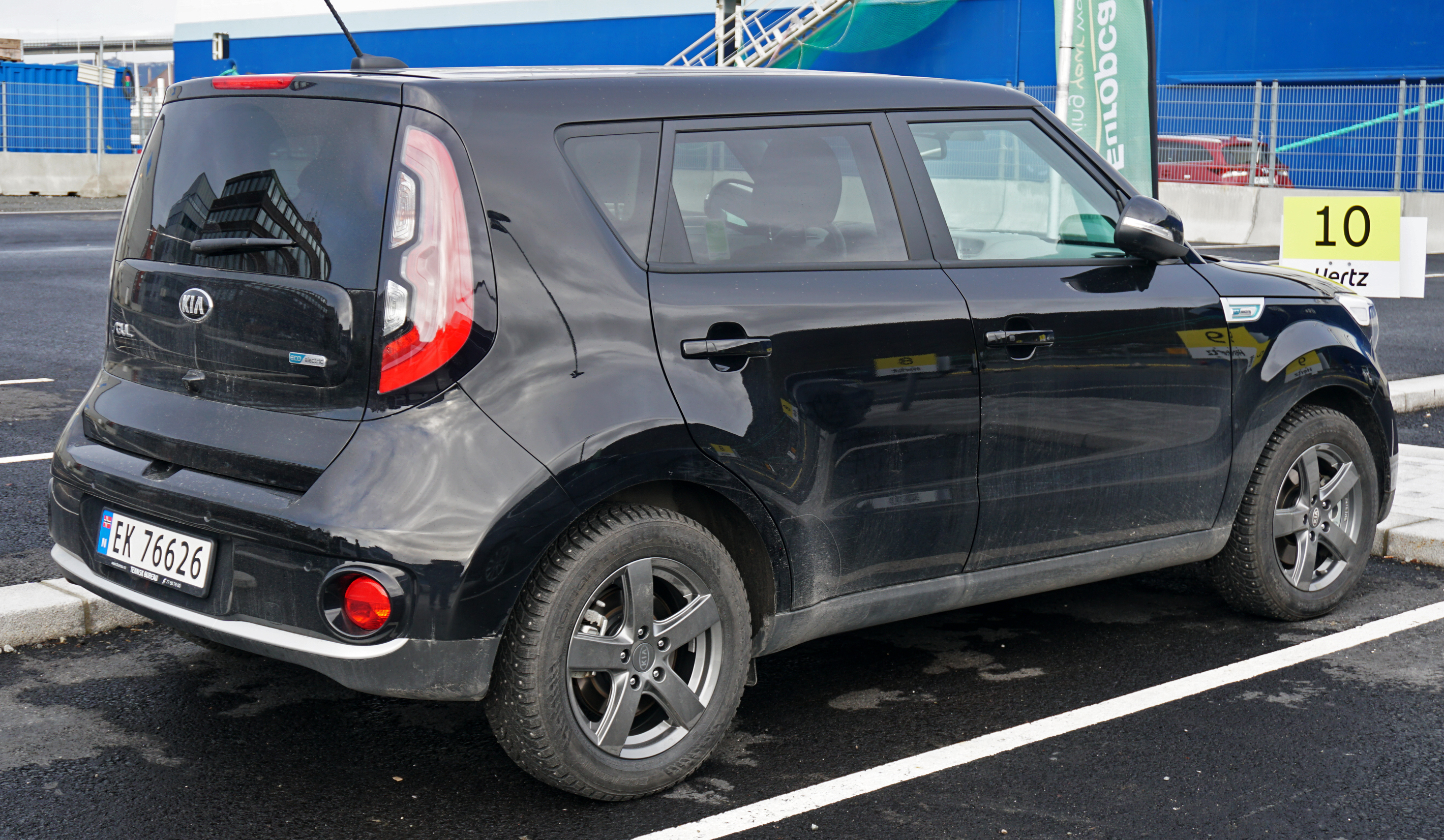
Az első generációs Kia Soul EV hátulnézetből
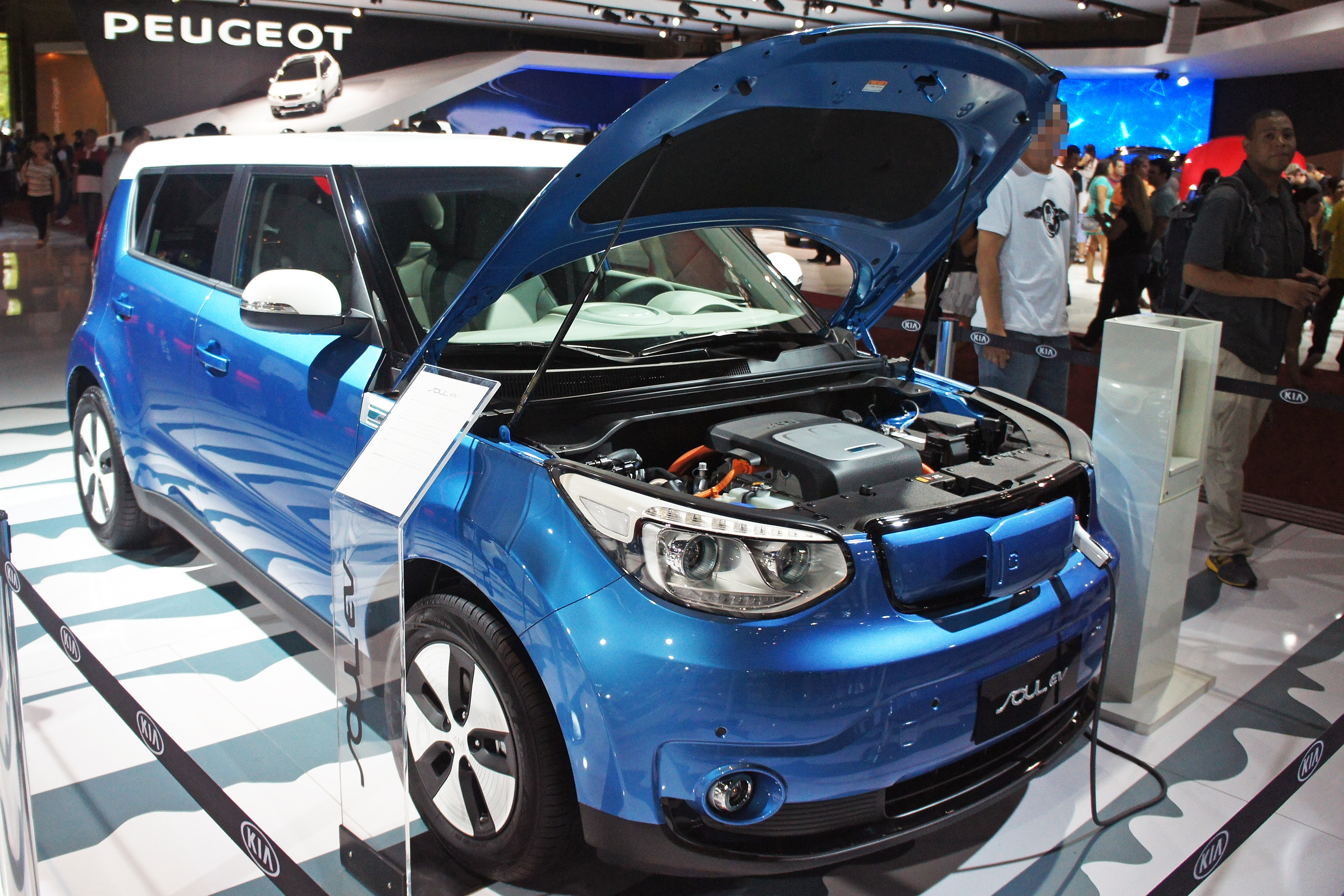
Első generációs Kia Soul EV felnyitott motorháztetővel
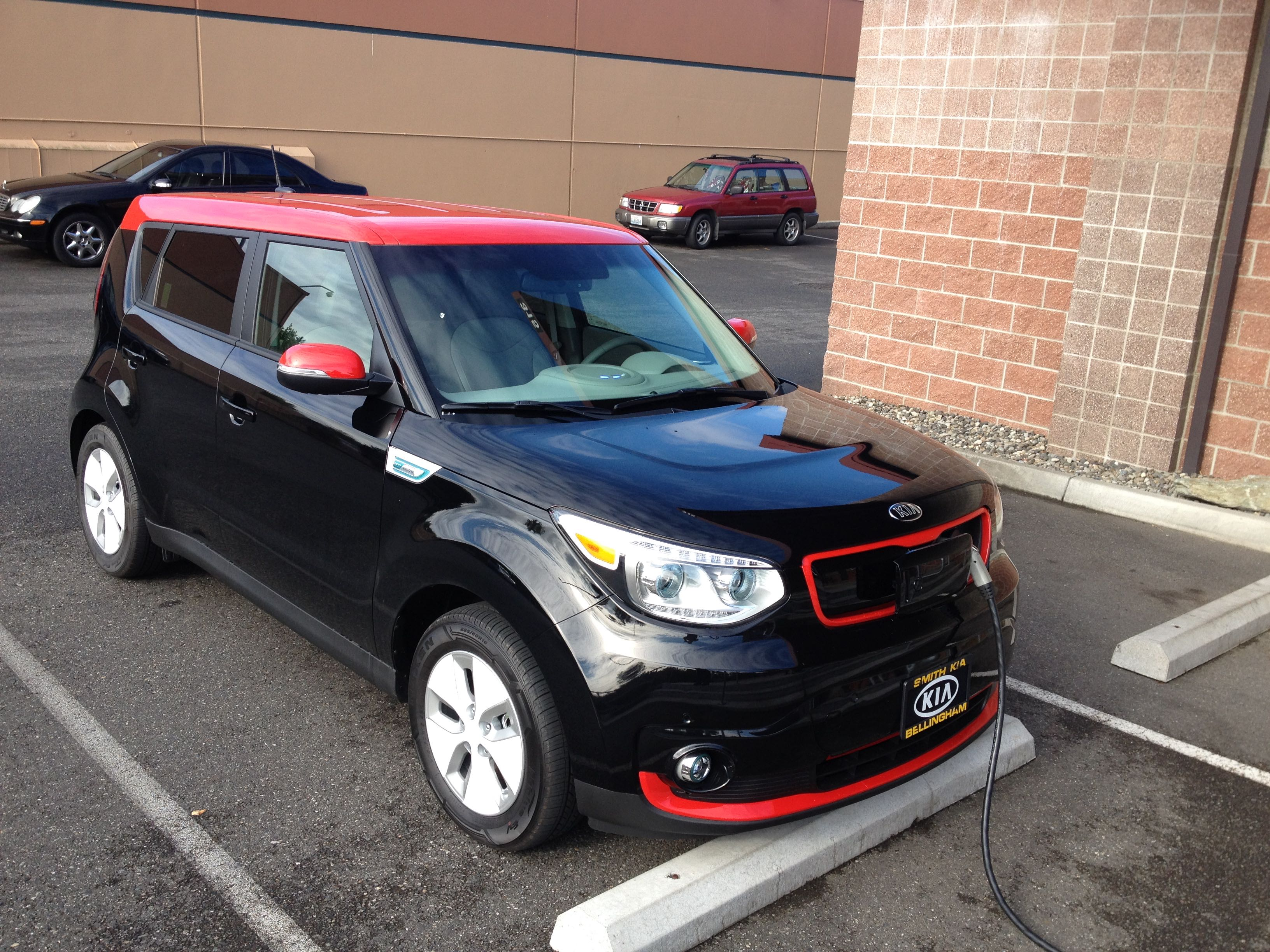
Első generációs Kis Soul EV töltés közben

### Második generáció
A 2020-as modellévre a Kia jelentős akkumulátor-frissítést jelentett be egy 64 kWh-s LiPo akkumulátorra, amely megkétszerezi a kapacitást és a hatótávolságot az előző generációhoz képest. Az újratervezéssel az elektromos autó lesz az egyetlen változata a Kia Soul esetében, amelyet Európában kínálnak.
A Hyundai Kona Electric és a Kia Niro EV után ez a jármű a harmadik a Hyundai-Kia által forgalomba hozott nagy hatótávolságú elektromos autók sorozatában.

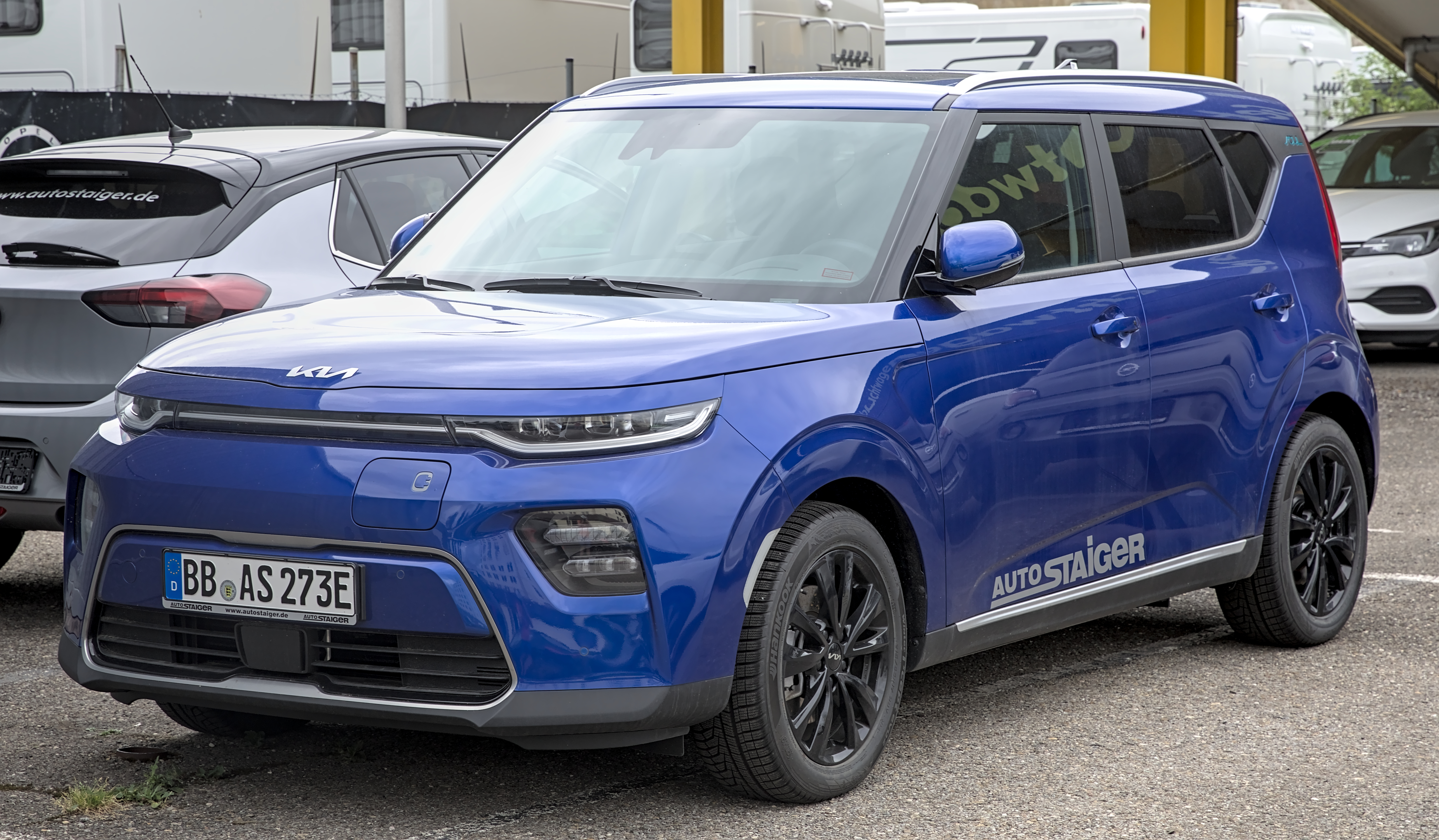
Második generációs Kia Soul EV elölnézetből
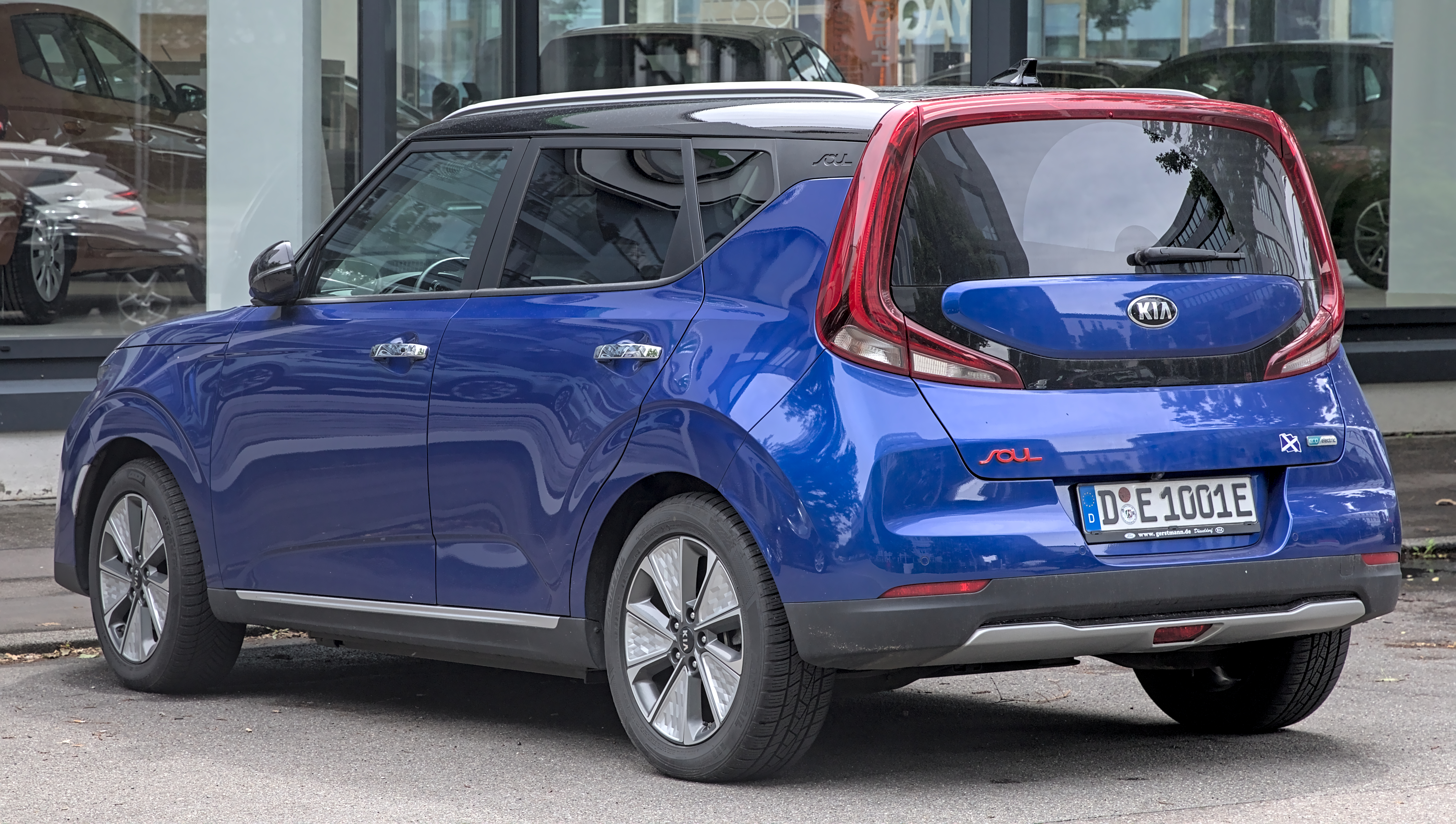
Második generációs Kia Soul EV hátulnézetből
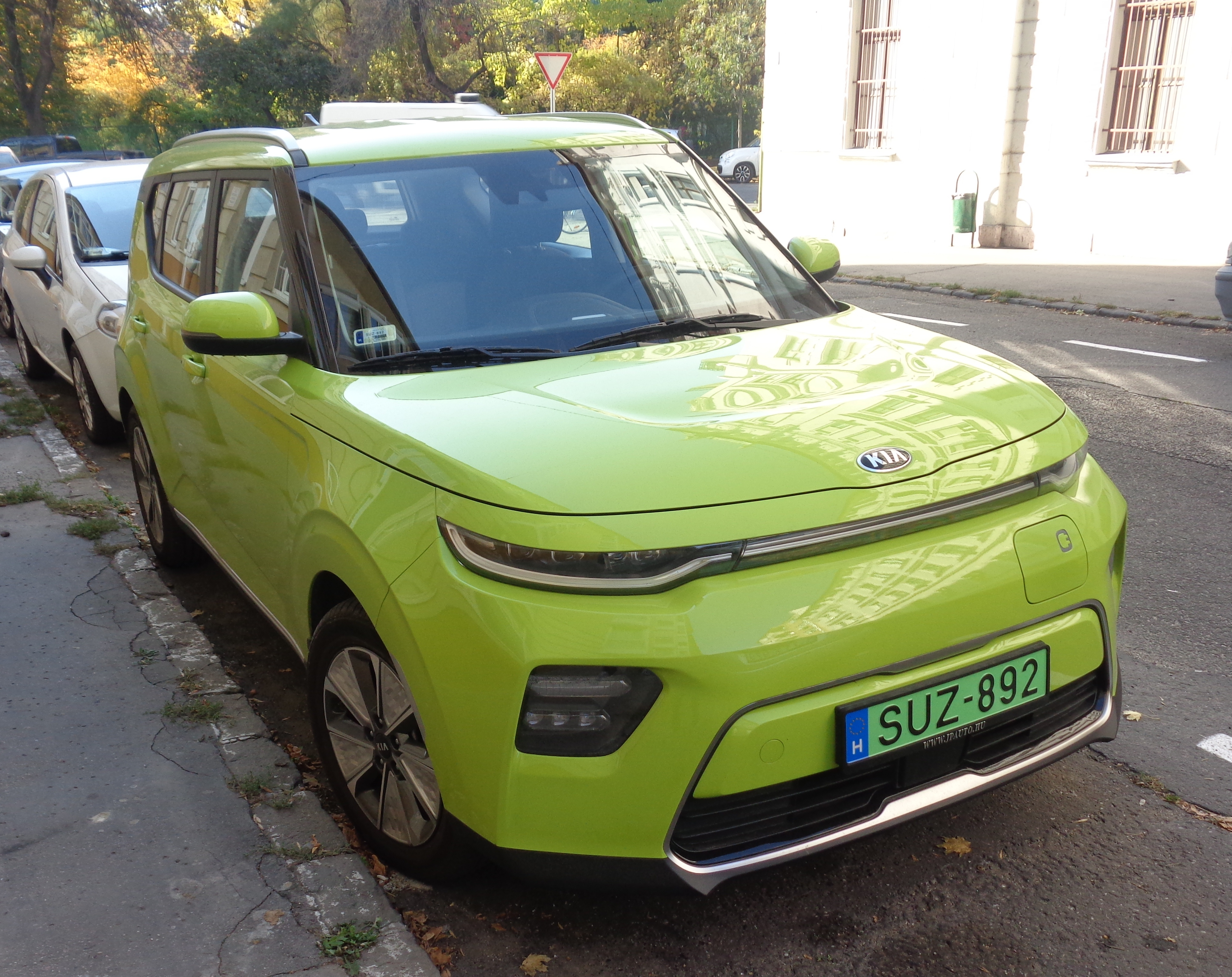
Második generációs Kia Soul EV elölnézetből
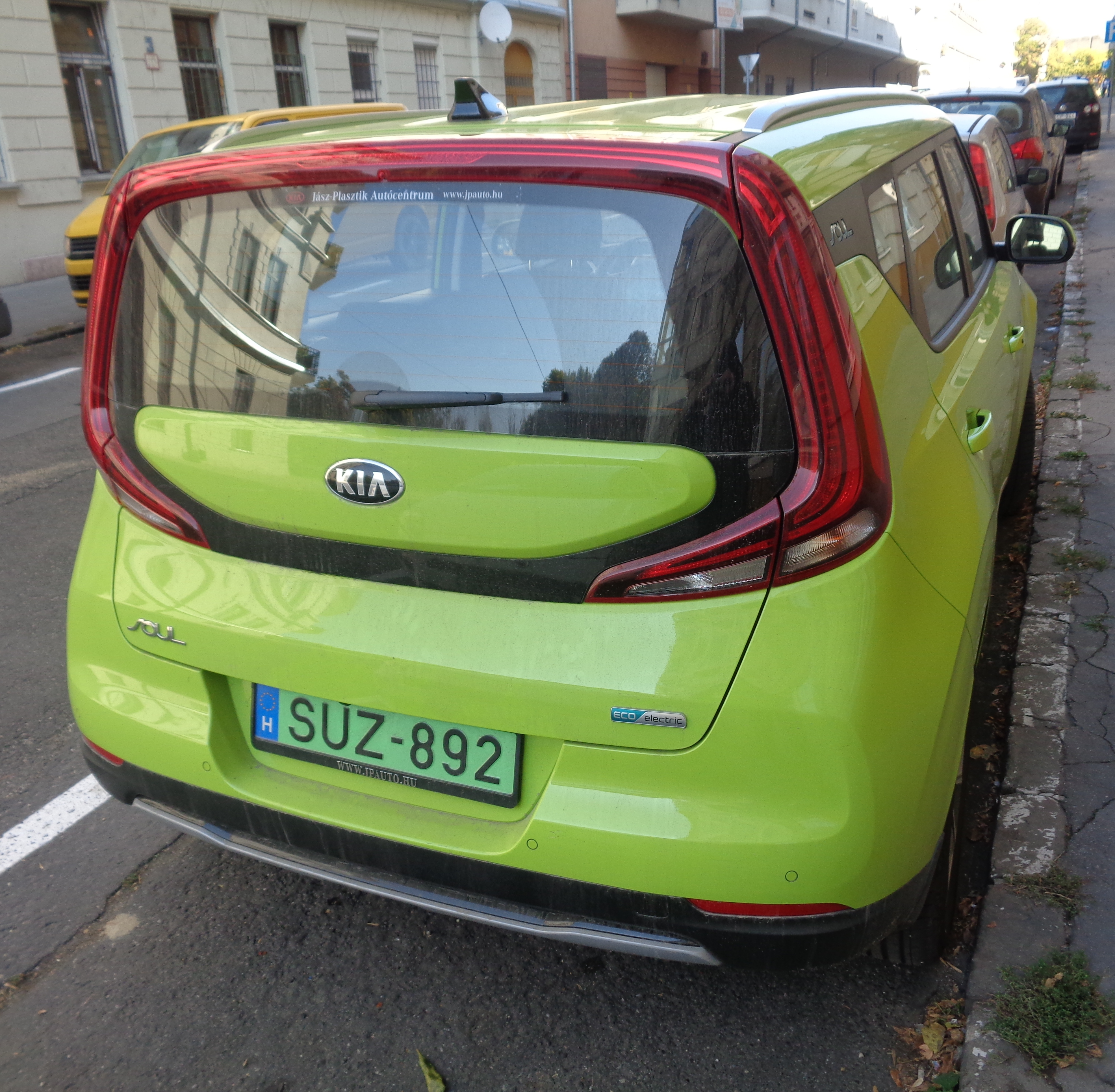
Második generációs Kia Soul EV hátulnézetből
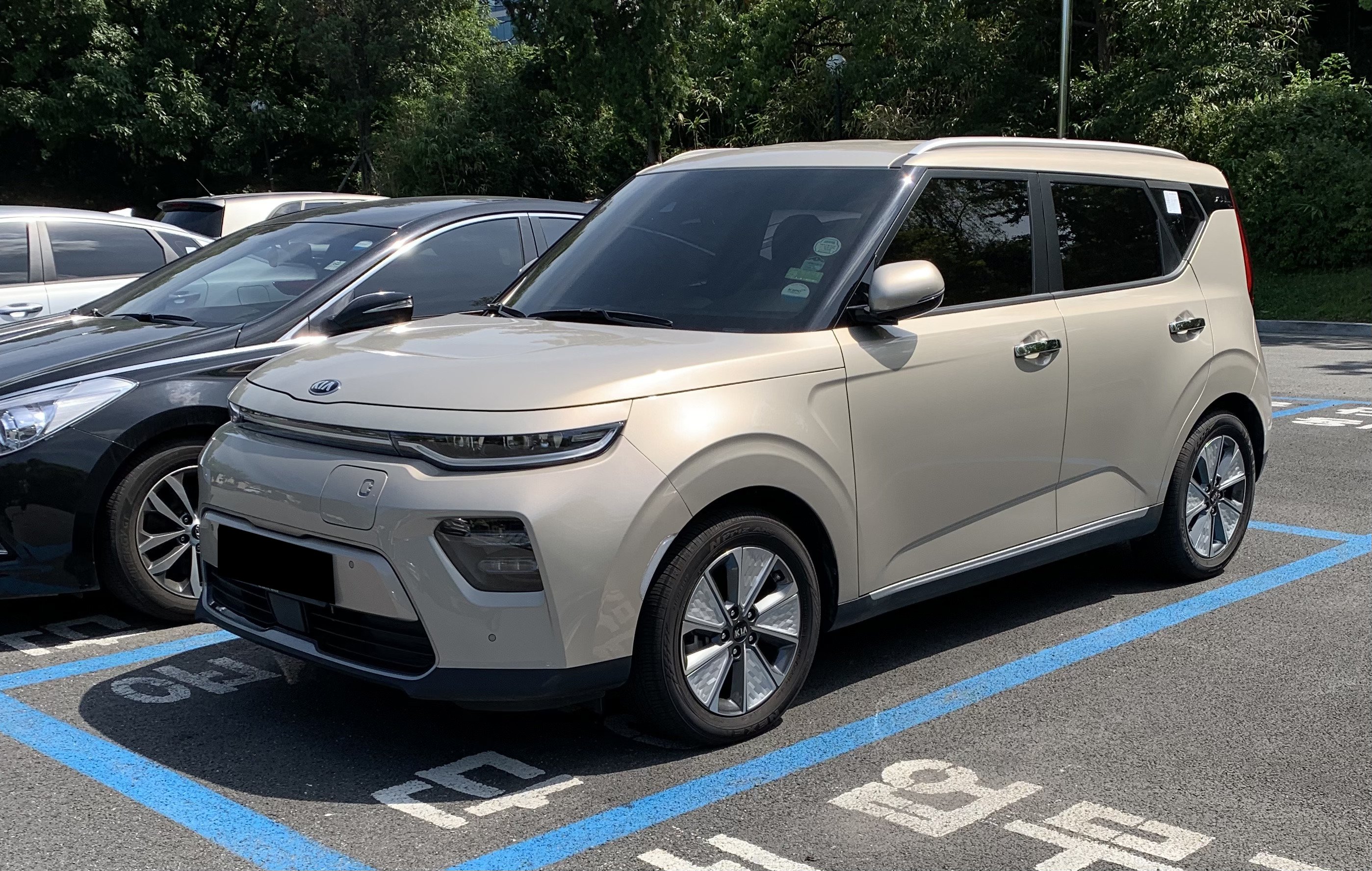
Második generációs Kia Soul EV elölnézetből
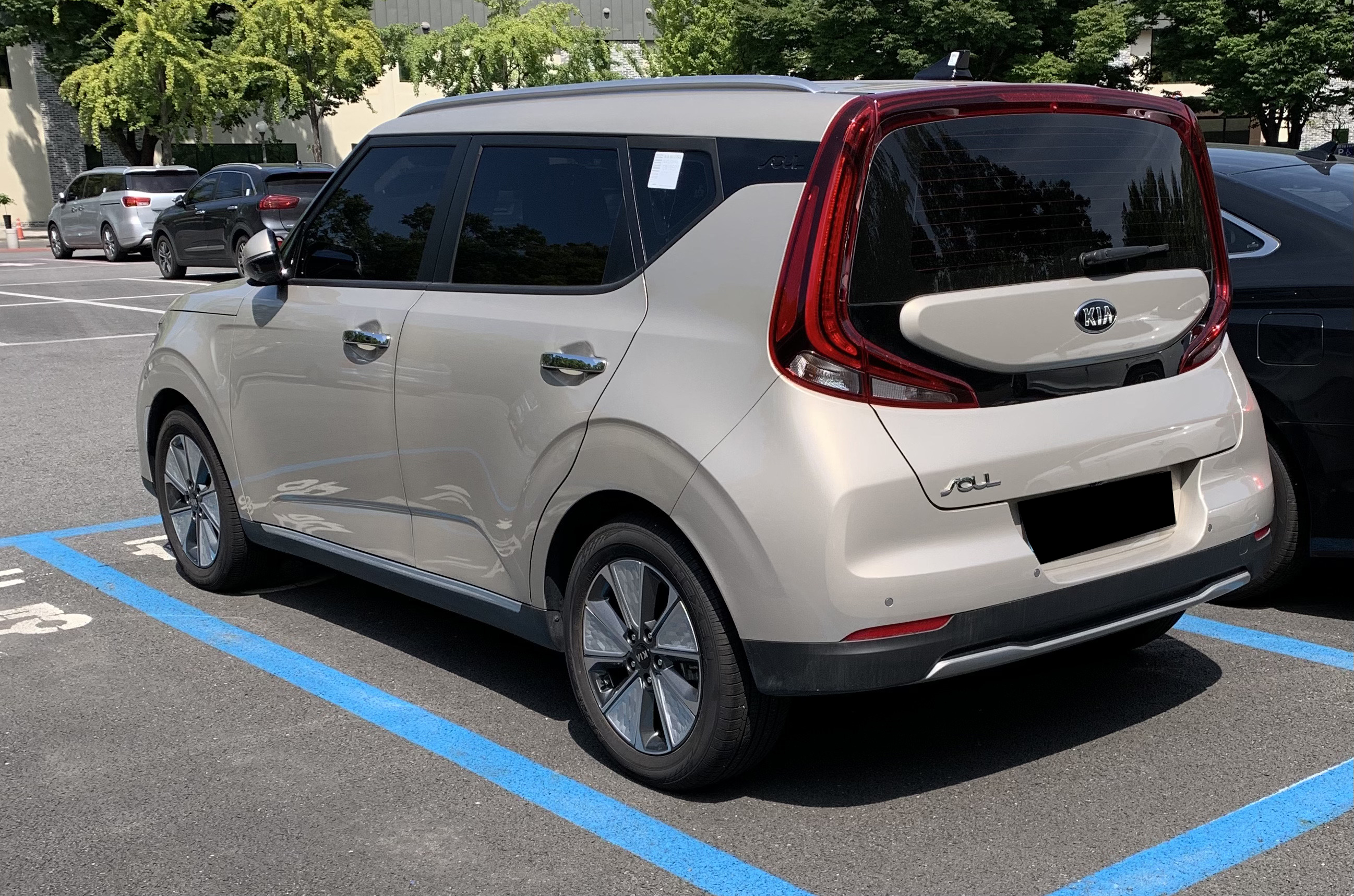
Második generációs Kia Soul EV hátulnézetből

## Műszaki adatok
|                                  | MY 2016–2017          | MY 2018–2019          | MY 2020           |
| -------------------------------- | --------------------- | --------------------- | ----------------- |
| Névleges kapacitás (bruttó)      | 30,5 kWh              | 31,8 kWh              | 64 kWh            |
| Felhasználható kapacitás (nettó) | 27 kWh                | 30 kWh                |                   |
| A cellák száma                   | 192                   | 200                   | 294               |
| Névleges feszültség              | 360 V                 | 375 V                 | 356 V             |
| Gyorstöltés szabvány             | CHAdeMO (akár 100 kW) | CHAdeMO (akár 100 kW) | CCS (akár 100 kW) |
| Akkumulátor hűtés                | léghűtés              | léghűtés              | folyékony         |
| A motor teljesítménye            | 81,4 kW               | 81,4 kW               | 204 LE            |
| Nyomaték                         | 285 Nm                | 285 Nm                | 395 Nm            |
| (0-100 km/óra)                   | 9,5 mp                | 9,2 mp                | 7,6 mp            |
| WLTP hatótáv                     | 212 km                | 250 km                | 452 km            |

## Gyártás és értékesítés

### Első generáció
A Soul EV gyártása 2014 áprilisában kezdődött. 2014. június 12-én a Kia megkezdte a Soul EV exportra gyártását. Az első járművek a gyártósorról egyes európai országokba kerültek. Az európai kiskereskedelmi szállítások 2014 júliusában kezdődtek.
Az értékesítés a 2015-ös modellévre 2014 októberében kezdődött az Egyesült Államokban. Kezdetben csak Kaliforniában adták el, de 2015 márciusában a Kia Motors North America bejelentette, hogy a Soul EV Georgia államban is elérhető lesz 2015 második negyedévében, Washington, Oregon, Hawaii és Texas államokban pedig még az év folyamán elkezdik árusítani a típust. A 2016-os Kia Soul elektromos autók értékesítése 2015 júliusának végén kezdődött Washington államban. Kétféle kivitelben volt elérhető, az ára 33,700 $-ról indult, a kormányzati ösztönzők előtt.
2014 novemberében a Kia Soul EV 24 995 fontért került értékesítésre az Egyesült Királyságban, miután a kormány 5000 GBP-s Plug-in Car Grant-ot kapott.
A Kia bejelentette, hogy a 2016-os Soul EV három kivitelben érkezik: EV-e, EV és EV+. Az EV-e csak Kaliforniában volt elérhető. Az EV+ Sun & Fun csomagja napfénytetővel, valamint a hangszórók és a belső tér világításával bővült. További kisebb változtatások és színek kerültek bevezetésre.

### Második generáció
A 2020-as Kia Soul EV-t 319 900 koronáért (10,5 millió forint) kezdték árulni Norvégiában, ami kevesebb, mint belső versenytársa, a Hyundai Kona Electric, és jóval kevesebb, mint a nagyobb Kia Niro EV.
Mivel az elektromos járművek iránti kereslet állítólag meghaladta az akkumulátorkínálatot, a Hyundai-Kia úgy döntött, hogy a drágább Kia Niro gyártására fordítja az akkumulátorokat (a Niro és a Soul ugyanazt az akkumulátort használja), ami az állítólagos oka volt a Soul EV-gyártás korlátozásának és a piacra lépés késleltetésének. az amerikai piacra 2021-ig.
A Soul EV a Soul egyetlen Európában értékesített változata. 2020 első tíz hónapjában az európai eladások összesen 6768 darabot tettek ki.

## Fordítás
Ez a szócikk részben vagy egészben  a   Kia Soul EV című angol Wikipédia-szócikk ezen változatának fordításán alapul.  Az eredeti cikk szerkesztőit annak laptörténete sorolja fel. Ez a jelzés csupán a megfogalmazás eredetét és a szerzői jogokat jelzi, nem szolgál a cikkben szereplő információk forrásmegjelöléseként.